# Dizzy Gillespie
Dizzy Gillespie, * ameriški trobentač, * 21. oktober 1917, Cheraw, Južna Karolina, ZDA, † 6. januar 1994, Englewood, New Jersey, ZDA.
Gillespie je eden najboljših jazz trobentačev vseh časov in izmed glavnih izumiteljev bebopa. Bil je zgled mnogim legendam jazza kot so Miles Davis, Arturo Sandoval, Lee Morgan in še drugim.